# 王震南
王震南（1892年—1963年），中华民国军事要人，陆军中将军衔。浙江奉化人。

## 生平
大清光绪十八年壬辰七月十一日(1892年9月15日)，生于浙江省宁波府奉化县（今宁波市奉化区）。父亲王贤甲，又名王云梯。王贤甲是蒋中正生母王采玉之堂兄，遂是蒋的堂舅。家中有兄弟六人，王震南是幼子，谱名良汉，别字子沛。是蒋中正的表弟，比蒋小五岁，与蒋也曾是同校同学。
早年赴杭州求学，以优异成绩毕业于浙江省立法政学堂。曾用学名王汉杰和王子沛等。毕业后，曾在嵊县（今属绍兴市）县政府担任书记官。
1924年1月24日，孙中山任命蒋中正为黄埔军校校长，蒋遂召王赴广州，帮助黄埔军校的筹建工作。王遂开始了追随蒋的军政生涯。

## 履历
1924年6月16日黃埔軍校開學，被任命為黃埔軍校軍監:111。王震南赴广州，出任黄埔军校政治部军法处军法官。曾任国民革命军第一军政治部军法官，广州卫戍司令部军上校法官。北伐战争時任国民革命军总司令部少将军法处長:111。又任陆海空军总司令部少将军法官。南京政府成立後任军政部军法司中将司长:111。1936年7月，正式授予陆军少将军衔。国民政府迁往陪都重庆后，任军政部军法司司长，兼任军法审判组长。1941年，曾任第三战区中將军法执行监:111。1946年，出任徐州绥靖公署军法处长，不久后出任陆军总司令部军法处长。
抗日战争胜利后，依国际惯例成立军事刑事法庭，专门审判战犯。军政部亦成立军法总监东南分监上海特种刑事法庭，专门审判日本侵华战争期间的日本战犯和中国汉奸，王震南出任庭长。

## 舞女哭刑庭
1947年，有轰动一时的“上海舞潮案”，王担任法庭庭长。1947年春，上海市政府整顿娱乐业，颁令关闭全上海营业舞厅。上海舞厅舞女顿时失业，人数高达数万，遂上街游行闹事。上海市警察局抓捕了一些游街闹事的舞女，交付上海特种刑事法庭审判。审理时，上海几万舞女，把上海特种刑事法庭围得水泄不通，法庭内外舞女们哭声一片。王遂宣布休庭，此事不了了之，上海各大媒体报纸戏称“舞女哭刑庭”。

## 离开大陆
抗日战争期间，王的父亲逝世，暂厝奉化。抗日战争胜利以后，1948年秋，王回奉化安葬暂厝的父亲。
之后赴上海与家人会合，因见国民党大陆统治大势已去，旋即离开上海，乘船移居香港，寓居九龙。
1951年，携家眷移居台湾，时年59岁。入台后，辞去各种公职军职，不问政事。1963年，于台北逝世，享寿7l岁。

## 家庭
- 子王正谊，中华民国迁台后行政院人事行政局首任局长[3]

## 遗迹
- 今浙江省宁波市奉化区葛竹王宅[4]